# Dessalines (Haiti)
Dessalines este o comună din arondismentul Dessalines, departamentul Artibonite, Haiti, cu o suprafață de 474,29 km2 și o populație de 165.424 locuitori (2009).